# Route départementale 11 (Hautes-Pyrénées)
Pour les articles homonymes, voir Route départementale 11.
La route départementale 11, ou RD 11, est une route départementale des Hautes-Pyrénées reliant Capvern à Estampures.

## Descriptif

### Longueur
L'itinéraire présente une longueur de 34,2 km.

### Nombre de voies
La RD 11 est sur la totalité de son tracé bidirectionnelle à deux voies.

### Tracé
La RD 11 traverse le département du sud au nord à Capvern depuis la route départementale D 817 et rejoint Estampures jusqu’à la limite du Gers.
Elle coupe d'ouest en est la route départementale D 632 au niveau de Luby-Betmont.
Elle raccorde le Pays des Nestes au Pays des Coteaux.

## Communes traversées
- Capvern
- Lutilhous
- Bégole
- Burg
- Tournay
- Bernadets-Dessus
- Orieux
- Sère-Rustaing
- Lamarque-Rustaing
- Luby-Betmont
- Lubret-Saint-Luc
- Antin
- Mazerolles
- Estampures

## Gestion, entretien et exploitation

### Organisation territoriale
En 2021, les services routiers départementaux sont organisés en cinq agences techniques départementales et 25 centres d'exploitation qui ont pour responsabilité l’entretien et l’exploitation des routes départementales de leur territoire. 
La RD 11 dépend des agences du Pays des Nestes et du Pays des Coteaux et des centres d'exploitation de Tournay et de Trie-sur-Baïse.

### Exploitation
En saison hivernale, le département publie une carte des conditions de circulation (C1 circulation normale, C2 délicate, C3 difficile, C4 impossible).

## Galerie

Sélection de vues des villages traversés.
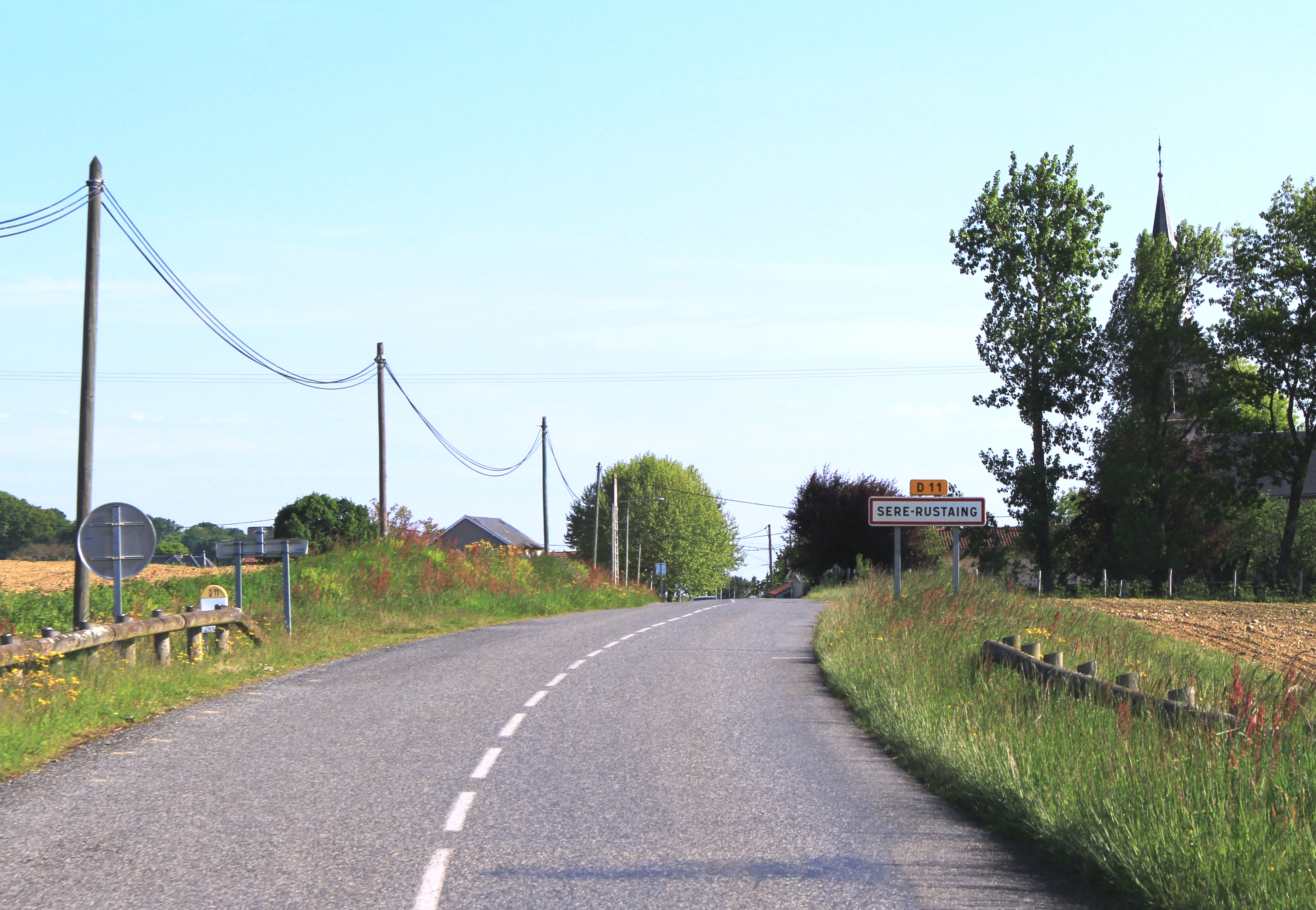
Entrée Sud de Sère-Rustaing.
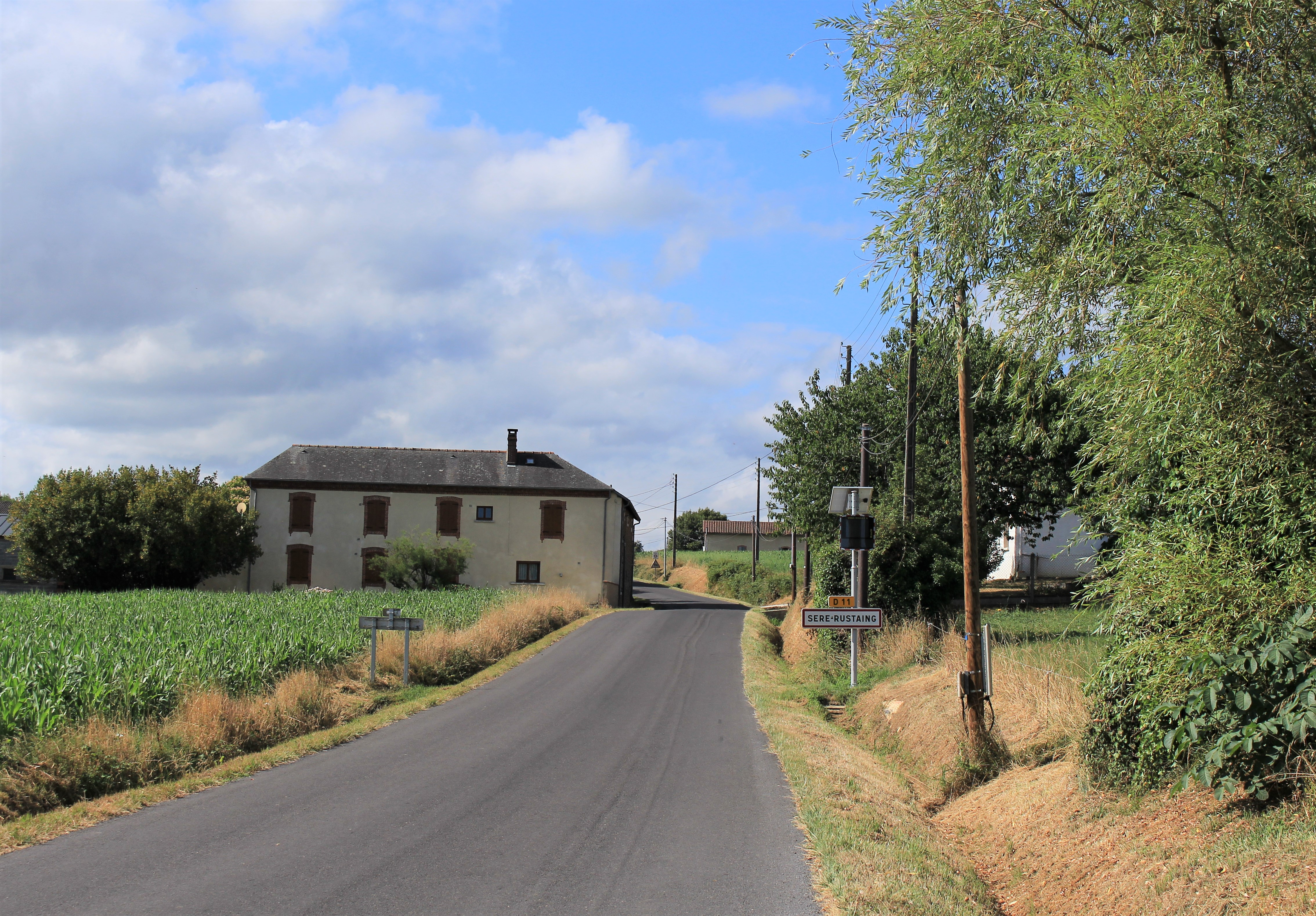
Entrée Nord de Sère-Rustaing.
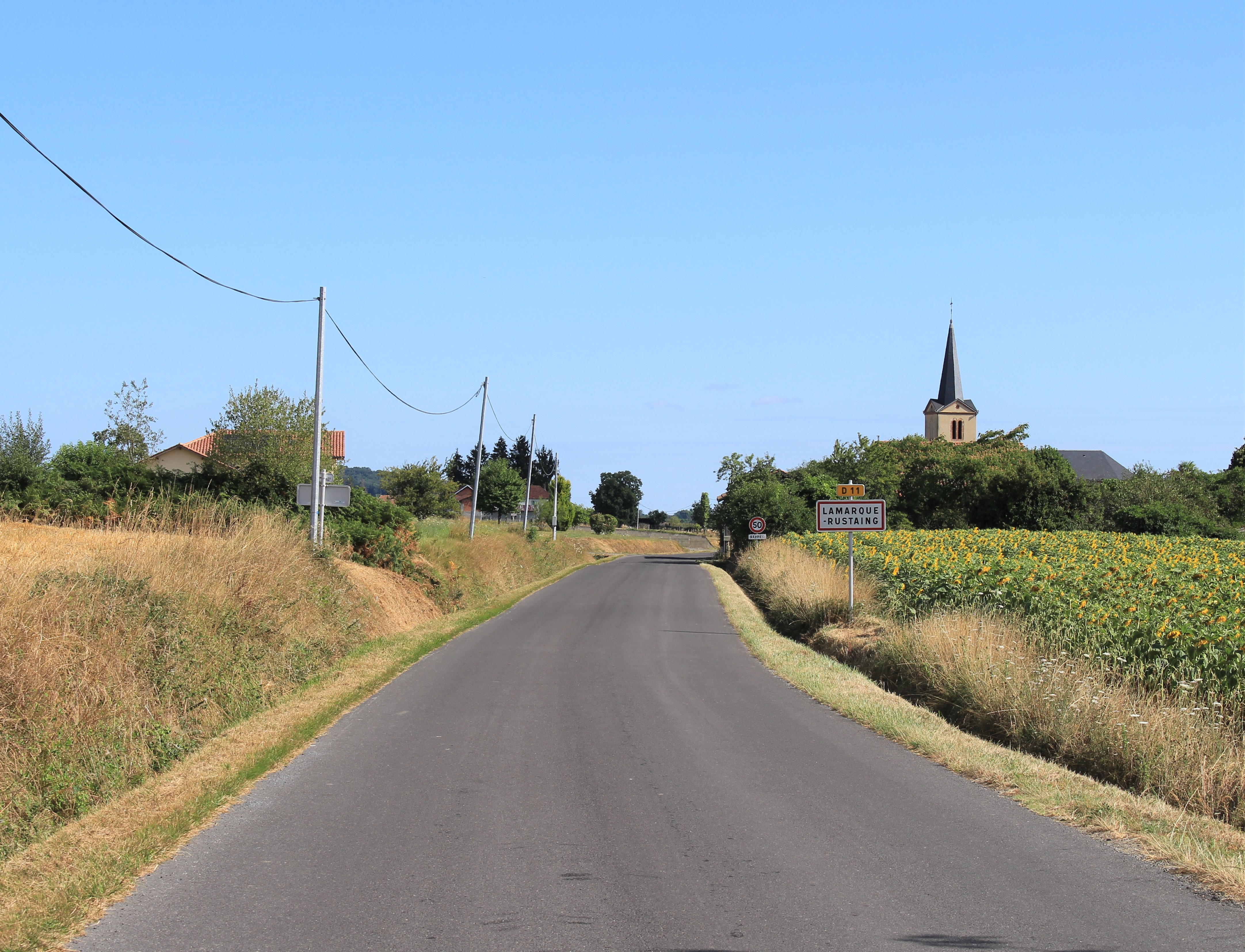
Entrée Sud de Lamarque-Rustaing.
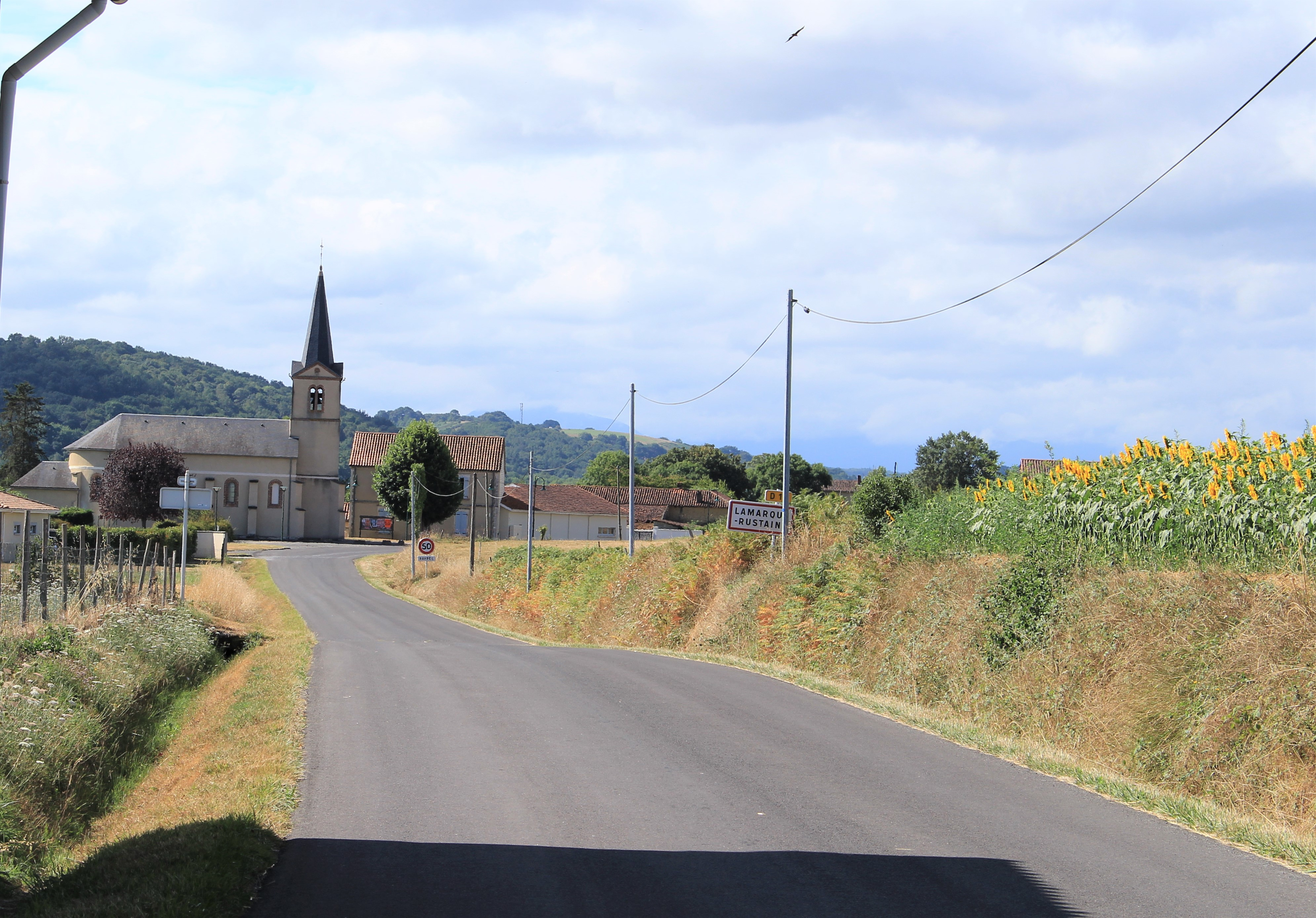
Entrée Nord de Lamarque-Rustaing.
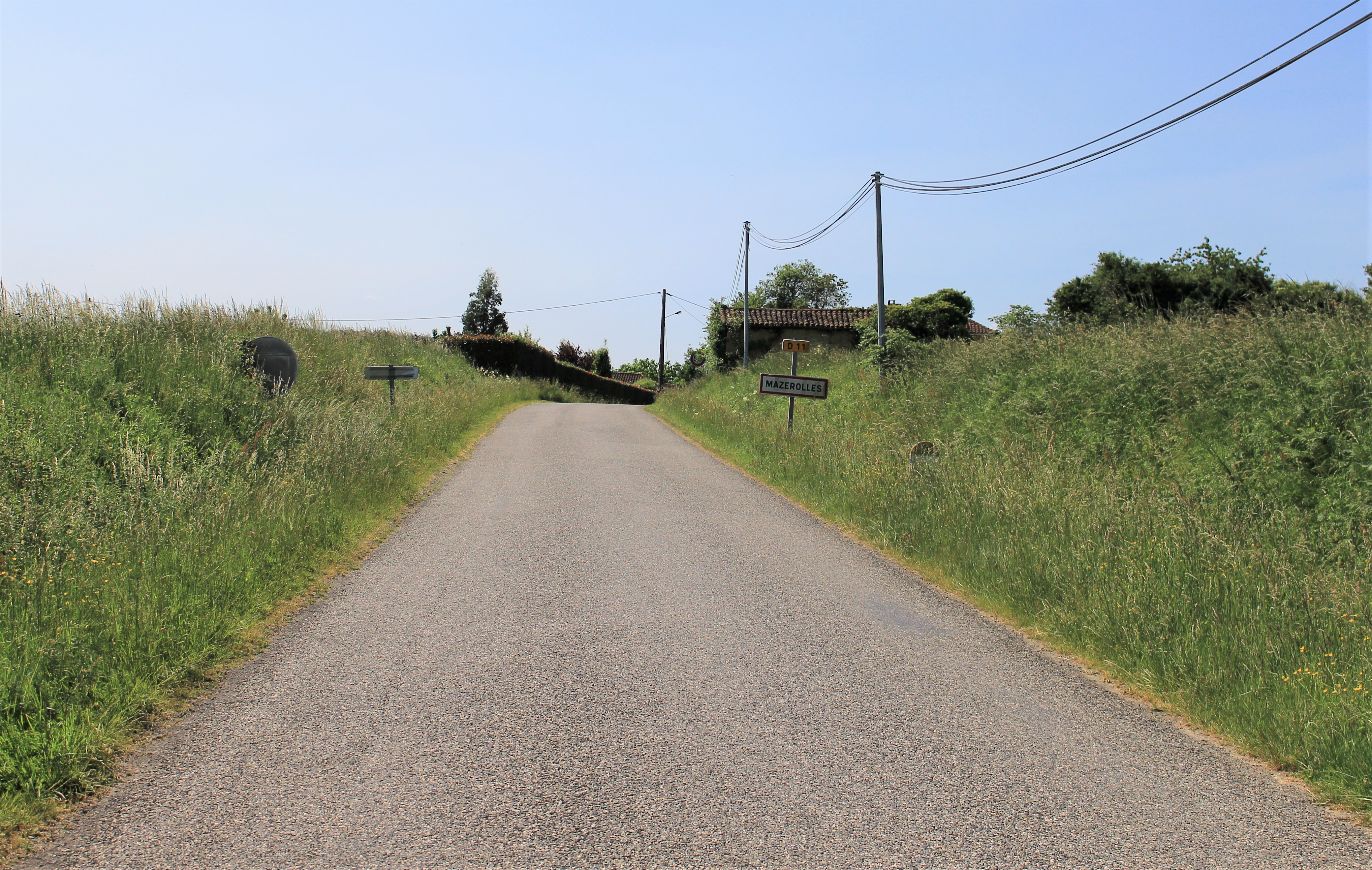
Entrée Nord de Mazerolles.